# Jim Caviezel
Jim Caviezel   (Mount Vernon, 26 de setembre de 1968) nom artístic de James Patrick Caviezel Jr. és un actor estatunidenc. Va interpretar Jesús a La Passió de Crist (2004), Tim Ballard a Sound of Freedom (2023) i va protagonitzar John Reese a la sèrie Person of Interest de la CBS (2011–2016). També va interpretar Slov a GI Jane (1997), el soldat Witt a The Thin Red Line (1998), el detectiu John Sullivan a Frequency (2000), Catch in Angel Eyes (2001) i Edmond Dantès a The Count of Monte Cristo (2002).

## Biografia
Caviezel va néixer a Mount Vernon, Washington, fill de Margaret (de soltera Lavery), mestressa de casa i exactriu de teatre, i James Caviezel, quiropràctic. Té un germà petit, en Timothy, i tres germanes, l'Ann, l'Amy i l'Erin. Va ser criat en una família catòlica molt unida a Conway, Washington. El seu cognom és romanx. El seu pare és d'ascendència suïssa i eslovaca, mentre que la seva mare és irlandesa.
Caviezel va jugar a bàsquet a l'institut i al Bellevue College. Tenia aspiracions de jugar professionalment, però va patir una lesió al peu durant el seu segon any. En una entrevista del 2014 va dir: "No hauria pogut jugar a l'NBA. Hauria estat un d'aquells jugadors de la bombolla que era un jugador molt bo. Vaig jugar contra alguns grans jugadors de l'NBA. Però hi havia un noi a la nostra zona que es deia John Stockton. Vaig haver d'enfrontar-me amb ell un parell de vegades a Gonzaga quan jugàvem. Aquell noi em va deprimir. Em vaig adonar que probablement havia de trobar una altra carrera, i gràcies a Déu que era la interpretació". En una altra entrevista, Caviezel, que es va graduar de l'institut el 1987 i és sis anys més jove que Stockton, que va jugar a Gonzaga del 1980 al 1984, afirma que això va ser durant els partits d'entrenament i no durant la temporada regular.

## Carrera professional
Caviezel diu que als 19 anys, mentre mirava una pel·lícula al cinema, va sentir una sensació de pau que l'envaïa i que Déu li demanava que es convertís en actor. Després que la seva carrera de bàsquet s'esvaís a causa d'una lesió, va començar a actuar en obres de teatre a Seattle, Washington. Va obtenir el seu carnet de la Screen Actors Guild amb un paper secundari a la pel·lícula de 1991 My Own Private Idaho. Després es va traslladar a Los Angeles per seguir una carrera com a actor. Quan va decidir mudar-se, "la gent pensava que estava boig", va dir. Li van oferir una beca per estudiar interpretació a la Juilliard School de Nova York el 1993, però la va rebutjar per interpretar Warren Earp a la pel·lícula Wyatt Earp de 1994. Més tard va aparèixer en episodis de Murder, She Wrote i The Wonder Years, juntament amb un paper a GI Jane (1997).
Caviezel va tenir una actuació destacada a la pel·lícula de la Segona Guerra Mundial de 1998, dirigida per Terrence Malick, The Thin Red Line. S'havia reunit amb Malick diverses vegades abans d'aconseguir el paper i havia dit a la seva dona que si no aconseguia un paper a la pel·lícula, tenia la intenció de deixar el món de l'espectacle i tornar a Washington. Més tard va interpretar Black John, un <i>Bushwhacker</i> de Missouri, a Ride with the Devil (1999), una pel·lícula sobre la Guerra Civil americana.
Originalment, Caviezel va ser escollit per interpretar Scott Summers / Cyclops a X-Men (2000), però va abandonar el projecte a causa d'un conflicte d'horaris amb la pel·lícula Frequency (2000). Va protagonitzar les pel·lícules populars Pay It Forward (2000), Angel Eyes (2001) i The Count of Monte Cristo (2002). L'any 2000, va interpretar el paper principal a Madison, una pel·lícula sobre curses d'hidroplans a Madison, Indiana. La pel·lícula es va completar el 2001, però no va aparèixer als cinemes fins a una estrena limitada el 2005. El 2002, va tenir un paper fonamental a la pel·lícula I Am David.

### La Passió de Crist

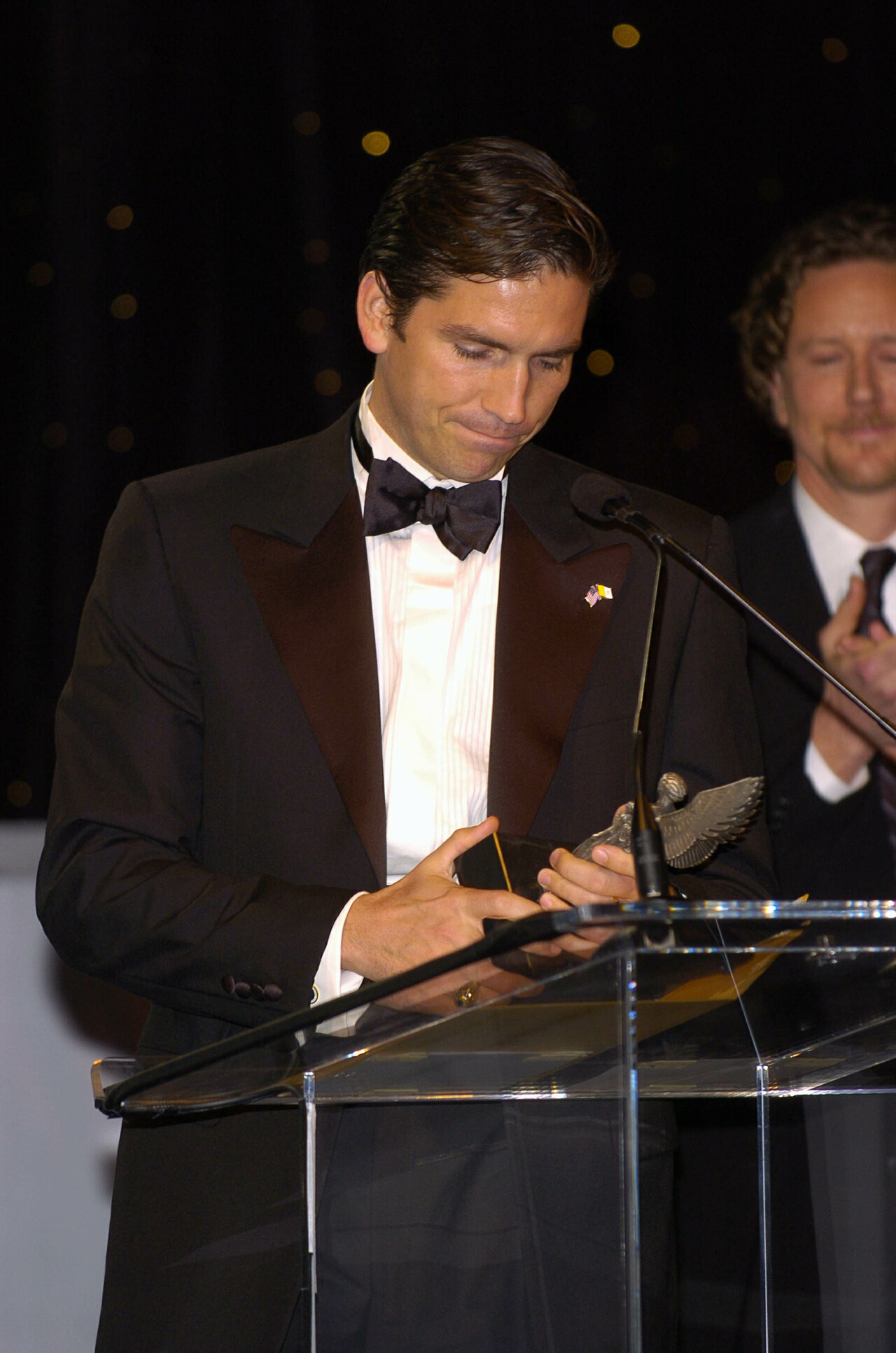
Caviezel rebent un premi, 2005

Amb Caviezel, hi varen contactar per primera vegada per interpretar Jesucrist a The Passion of the Christ a través del seu agent, qui li va dir que Mel Gibson i la seva parella estaven interessats en ell per a un paper en un guió no relacionat, que més tard va descobrir que era una història de portada. Caviezel es va reunir amb Gibson a Malibu i, després de més de tres hores de conversa, va plantejar el paper de Jesús, que Caviezel va acceptar. L'endemà, Gibson va trucar a Caviezel per preguntar-li si estava segur que volia el paper i li va dir que potser no tornaria a treballar mai més a Hollywood si l'acceptava. Caviezel diu que va respondre: "Cadascun de nosaltres té la seva pròpia creu per portar: o l'agafem i la portem o ens aixafem sota el seu pes". Durant la conversa, Caviezel va dir a Gibson que s'acabava d'adonar que tenia trenta-tres anys i que les seves inicials eren JC, a la qual cosa Gibson va respondre "m'estàs fent flipar" i va penjar el telèfon.
Va qualificar el rodatge de la pel·lícula de "tortura". Durant el rodatge a Itàlia a l'hivern, li va caure un llamp, va ser flagel·lat accidentalment, es va dislocar l'espatlla i va patir pneumònia i hipotèrmia durant les llargues sessions de rodatge a la creu en condicions de fred i vent. Es despertava a les 2:00 de la matinada per a sessions de maquillatge de vuit hores que li van provocar infeccions de la pell i mals de cap perquè tenia un dels ulls tancats. Va ser flagel·lat accidentalment durant la flagel·lació a l'escena del pilar perquè un dels actors que interpretava un soldat romà va fallar i no va picar al tauler de fusta que s'havia col·locat a la seva esquena. La ferida real que li va fer a l'esquena va ser utilitzada com a model per al maquillador. La creu que portava a la pel·lícula pesava més de 68 kg i, en un moment donat, Caviezel va caure sota el seu pes i es va mossegar la llengua. La seva pròpia sang li brollava de la boca en una escena que era del muntatge final de la pel·lícula.
Li va caure un llamp durant l'última escena del rodatge, que era l'escena del Sermó de la Muntanya. Va recordar: "La gent va començar a cridar i van dir que tenia foc a banda i banda del cap i una llum al meu voltant... Havia creuat els ulls amb la gent i era molt inquietant perquè feien un so estrany, el tipus de so que feia la gent quan veien l'avió a reacció xocar contra el World Trade Center. Era una sensació repugnant". El llamp va causar complicacions al seu cor, que van requerir dues cirurgies i diversos anys per corregir-lo. Quan li van preguntar quina part de la pel·lícula l'havia afectat més, va dir: "Seré sincer amb tu, hi ha coses per les quals vaig passar i de les quals ni tan sols puc parlar".
Caviezel va dir que l'experiència de filmar La Passió va aprofundir la seva fe. Durant el rodatge, resava el Rosari regularment i es confessava. "Com a resultat d'interpretar aquest paper, m'he apassionat encara més pel Via Crucis. Es tracta del sacrifici del Senyor per la humanitat, pels nostres pecats, que ens porta de tornada a Déu, i és l'amor el que ho ha fet."
Sobre la controvèrsia que va esclatar sobre La Passió, incloent-hi acusacions de matisos antisemites, Caviezel va dir: "Ha estat el més frustrant de veure... La nostra fe està fonamentada en la nostra tradició jueva. Creiem que som de la Casa de David. Creiem que som de la Casa d'Abraham, així que no podem odiar els nostres. Aquella multitud que està davant de Ponç Pilat cridant pel cap de Crist no condemna de cap manera tota una raça per la mort de Jesucrist, de la mateixa manera que les accions de Mussolini no condemnen tots els italians o les accions atroces de Stalin no condemnen tots els russos. Tots som culpables de la mort de Crist. Els meus pecats el van situar allà dalt. Els vostres ho van fer. D'això tracta aquesta història."

### Després dela Passió
La carrera de Caviezel va tenir dificultats en els anys immediatament posteriors a The Passion, que va recaptar més de 600 milions de dòlars a taquilla i va ser la pel·lícula amb la qualificació R més taquillera de tots els temps. El 2018, va dir a People: "Tan bon punt vaig ferThe Passion, altres [ofertes de pel·lícules] van deixar d'arribar", però va afegir: "Soc un noi gran i no em faré de víctima". Es va tornar més franc sobre les seves creences, dient: "No vaig tenir més remei que defensar la meva fe en aquell moment". També va dir que havia de ser més protector amb la seva família i el seu temps perquè es va fer reconeixible arreu del món, i va tenir dificultats per abordar els projectes futurs perquè sentia que no podia superar el paper de The Passion.
Va tenir papers en tres pel·lícules estrenades el 2004 que s'havien filmat abans de l'estrena de The Passion, protagonitzant Bobby Jones: Stroke of Genius i Highwaymen, i fent un paper secundari a La memòria dels morts, protagonitzada per Robin Williams.
La seva carrera va rebotar quan va ser escollit com el dolent al costat de l'estrella Denzel Washington al thriller Déjà Vu del 2006, que va ser un èxit de taquilla. També va tenir un paper protagonista a Unknown (2006). Va posar la veu de Jesús a la dramatització d'àudio del Nou Testament del 2007 The Word of Promise. Va interpretar a Kainan a Outlander (2008). També el 2008, va protagonitzar Long Weekend .
El 2009, Caviezel va interpretar la periodista francoiraniana Freidoune Sahebjam a La lapidació de Soraya M., un drama ambientat a l'Iran de 1986 sobre l'execució d'una jove mare. Quan li van preguntar com va afectar aquesta història la seva fe catòlica, va dir: "No cal anar més enllà dels evangelis per esbrinar què és el correcte, si t'hauries de preocupar més per ajudar algú independentment de la seva religió o d'on sigui". Aquell mateix any, va tornar a interpretar el paper de Jesús a la darrera entrega de The Word of Promise. Caviezel va protagonitzar The Prisoner, un remake de la sèrie de ciència-ficció britànica amb el mateix nom, el novembre de 2009.

### Persona d'interèsi altres rols

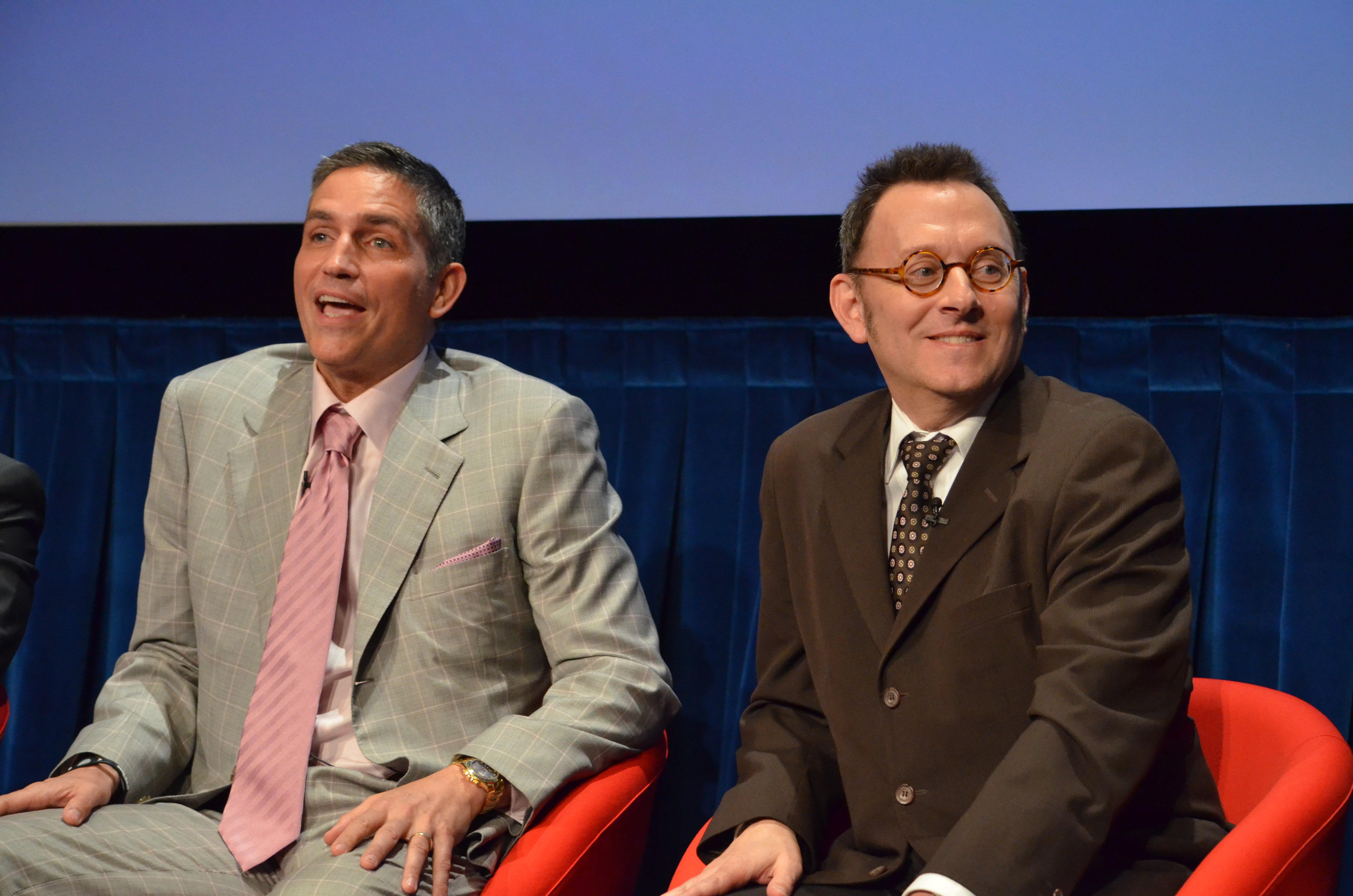
Caviezel amb el coprotagonista de Person of Interest, Michael Emerson, 2012

Del 2011 al 2016, Caviezel va protagonitzar la sèrie dramàtica Person of Interest de la CBS com a John Reese, un exagent de la CIA que ara treballa per a un misteriós multimilionari com a justicier. Es va basar en l'entrenament en arts marcials que havia fet de petit i en l'experiència de boxa de gran per fer la majoria de les seves acrobàcies. El programa va rebre les audiències més altes en quinze anys per a una sèrie pilot i va aconseguir constantment més de 10 milions d'espectadors setmanals, amb molta d'aclamació de la crítica. Caviezel va ser nominat al Premi People's Choice a l'Actor de Televisió Dramàtica Favorit el 2014 i de nou el 2016 pel seu treball a Person of Interest.
Després que acabés, Person of Interest el 2016, Caviezel va signar com a personatge principal de la sèrie SEAL Team de la CBS el 2017. No obstant això, Caviezel va abandonar el projecte a causa de diferències creatives abans que comencés la producció i va ser substituït per David Boreanaz.
Caviezel va protagonitzar la pel·lícula de futbol americà del 2014 When the Game Stands Tall com a entrenador de l'institut De La Salle, Bob Ladouceur, l'equip de preparació del qual, els Spartans de Concord, Califòrnia, va tenir una ratxa de 151 victòries consecutives del 1992 al 2003, un rècord esportiu americà. Va aparèixer a la pel·lícula Escape Plan del 2013, interpretant un guardià que manté l'ordre a la presó més secreta i segura del món.
Caviezel va narrar dos documentals el 2016 sobre el cristianisme. Un era Liberating a Continent: John Paul II and the Fall of Communism i l'altre era The Face of Mercy. En una entrevista sobre la pel·lícula anterior, va afirmar que Joan Pau II havia aixafat el comunisme «amb amor».

### Projectes més recents
Caviezel va interpretar l'apòstol Lluc a la pel·lícula Paul, Apostle of Christ, que es va estrenar als cinemes el 23 de març de 2018 amb crítiques diverses.
El 2018, Caviezel va signar per interpretar Tim Ballard, un agent del DHS i activista contra el tràfic de persones, a la pel·lícula Sound of Freedom, sobre l'organització Operation Underground Railroad (OUR) i la seva missió de salvar nens del tràfic sexual i l'esclavitud. Ballard havia demanat específicament que Caviezel el fes interpretar. Caviezel va declarar: "Aquesta és la segona pel·lícula més important que he fet des de La Passió de Crist ... Afectarà la salvació de molts nens i el canvi de vides. També aportarà molta llum a la foscor". La pel·lícula es va completar el 2018, però va passar cinc anys en un llim de producció. Va ser objecte de molta controvèrsia, i Caviezel va dir que dos dels seus agents i el seu advocat el van deixar de banda pel paper. Va dir que la controvèrsia es devia al fet que el tràfic de persones és un problema actual: "Escolta, si fas La llista de Schindler 50 anys després, ets un heroi. Intenta fer La llista de Schindler quan els veritables nazis són allà mateix. Entens com es torna més perillós? No entenc per què la gent està disposada a deixar que els nens pateixin, però en aquest temps, Hollywood diu: 'No, no, aturem-ho d'aquí a cinquanta anys [veurem on som]. Això és una merda". La pel·lícula va ser adquirida per Angel Studios i estrenada als cinemes el 3 de juliol de 2023 i es va convertir en un èxit de taquilla sorprenent, recaptant més de 251 milions de dòlars internacionalment.
Caviezel va protagonitzar el thriller polític Infidel del 2020, produït per Dinesh D'Souza.
Caviezel va repetir el seu paper de Jesús en una seqüela de La Passió de Crist, després d'haver signat amb Gibson el 2018. El 2020, Caviezel va dir: "Mel Gibson m'acaba d'enviar la tercera pel·lícula, el tercer esborrany. Ja està a punt de sortir". Va afegir: "Serà la pel·lícula més important de la història del món". En una entrevista del 2025, Gibson va dir que encara tenia previst que Caviezel tornés com a Jesús, tot i que Caviezel tenia uns 50 anys, amb plans per utilitzar efectes especials antienvelliment per fer-lo semblar més jove. La producció de la seqüela està prevista provisionalment per al 2026.

## Vida personal

### Matrimoni i fills
El 1996, Caviezel es va casar amb Kerri Browitt, una professora d'anglès d'institut. Per respecte a la seva dona i a la seva fe, Caviezel evita fer escenes de sexe explícit en els seus papers. Va dir: «M'encanten les escenes, però no les que contenen sexe gratuït. Tampoc faig violència gratuïta. I no es tracta només de la meva dona, tot i que això és important. És pecat, pur i simple. Vull dir, està malament». La dona de Caviezel li va demanar que portés una camisa i que Jennifer Lopez portés un top durant una escena d'amor a la pel·lícula Angel Eyes, i ell es va negar a despullar-se en una escena d'amor amb Ashley Judd a High Crimes.
Caviezel i la seva dona han adoptat tres fills de la Xina. Els tres nens patien greus problemes de salut quan els Caviezel els van adoptar. El seu primer fill, Bo, havia estat abandonat en un tren quan era un nadó i es va criar en un orfenat. Quan el van adoptar el 2007, en Bo tenia un gran tumor cerebral que requeria múltiples cirurgies. Caviezel va dir que estava "completament aterrit" davant la possibilitat d'adoptar un nen amb discapacitat, però sabia que Déu volia que ho fes. Quan van decidir adoptar un segon nadó de la Xina, l'agència els va proposar un nadó sa, però durant el procés van conèixer una nena de cinc anys en una llar d'acollida que tenia un tumor cerebral. Raonant que el nounat trobaria una bona llar però el nen malalt de cinc anys no, van adoptar el nen de cinc anys. El seu tercer fill patia càncer quan el van adoptar.

### Creences religioses
Caviezel és un catòlic devot. En una entrevista del 2017, Caviezel va parlar de la importància de la seva fe catòlica, l'impacte durador que La Passió de Crist ha tingut en la seva vida i la seva devoció especial a la Mare de Déu. Durant el rodatge de La Passió de Crist a Itàlia, rebia consell, confessió i comunió diàries d'un sacerdot catòlic local, amb un intèrpret.

### Opinions polítiques
Caviezel està públicament en contra de l'avortament. El 2006, Caviezel va aparèixer amb l'actriu Patricia Heaton i els atletes de Missouri Kurt Warner i Mike Sweeney en un anunci que s'oposava a l'esmena constitucional 2 de Missouri, que permetia qualsevol forma de recerca i teràpia amb cèl·lules mare embrionàries a Missouri que d'altra banda seria legal segons la llei federal. Va començar l'anunci dient «Le-bar nash be-neshak» ( arameu per a «Traïu el Fill de l'Home amb un petó»), una referència a la traïció de Judes a Jesucrist i una frase utilitzada a l'Evangeli segons Lluc. (A l'anunci, la frase no incloïa una traducció a l'anglès.) Caviezel va tancar l'anunci amb la frase: "Ara ja ho saps. No ho facis. Vota no al 2". L'anunci era una resposta a un anunci amb Michael J. Fox, que estava a favor de la investigació amb cèl·lules mare embrionàries.

#### Suport de QAnon
A partir del 2021, Caviezel va donar suport a elements de la teoria de la conspiració de QAnon, fent-ho per primera vegada durant una aparició remota a la "Conferència sobre Salut i Llibertat" al Rhema Bible Training College de Broken Arrow, Oklahoma. L'aparició va ser per promocionar la pel·lícula Sound of Freedom, centrada en l'activista contra el tràfic de persones Tim Ballard. S'ha afirmat que l'activisme de Ballard correspon a l'auge de QAnon, tot i que ell nega qualsevol connexió amb el moviment. Caviezel va esmentar que Ballard havia d'aparèixer a la conferència, però que estava "salvant víctimes de tràfic" que eren víctimes d'"adrenocrom", una pràctica l'existència de la qual suggereixen els partidaris de QAnon. Caviezel va suggerir que havia vist proves de nens sotmesos a la pràctica. L'esdeveniment va incloure aparicions d'altres promotors de QAnon, com ara L.Lin Wood i Michael Flynn. A l'octubre del mateix any, Caviezel va parlar a Las Vegas a la conferència "For God & Country: Patriot Double Down", on va esmentar la necessitat de lluitar contra el tràfic sexual d'infants, Satanàs i els valors liberals. Va afirmar que "la tempesta és a sobre nostre", un eslògan associat amb QAnon que feia ressò de la creença en una batalla final contra el mal, i va repetir el crit de batalla de William Wallace a Braveheart, instant també el públic a "[enviar] Lucifer i els seus sequaços directament de tornada a l'infern, on pertanyen".
Després del llançament de Sound of Freedom el 2023, Caviezel va continuar promocionant QAnon durant entrevistes i aparicions als mitjans de comunicació relacionades amb la pel·lícula. Durant una aparició al programa The Charlie Kirk Show del juliol de 2023, Kirk va demanar a Caviezel que abordés les afirmacions sobre la seva creença en QAnon. Va afirmar que no coneixia QAnon quan es va filmar la pel·lícula el 2018, i posteriorment va defensar els seguidors de QAnon, afirmant que estaven sent perseguits i comparant-los amb els cristians del Nou Testament. Caviezel també va fer més comentaris sobre l'adrenocrom i va afirmar que "QAnon" no existeix, només "Q" i "anons", un punt de conversa habitual utilitzat pels seguidors de QAnon per desviar el seu suport al moviment.

## Filmografia

### Pel·lícula
| Any  | Títol                         | Rol                    | Notes                  |
| ---- | ----------------------------- | ---------------------- | ---------------------- |
| 1991 | My Own Private Idaho          | Airline Clerk          |                        |
| 1992 | Diggstown                     | Billy Hargrove         |                        |
| 1994 | Wyatt Earp                    | Warren Earp            |                        |
| 1996 | Ed                            | Dizzy Anderson         |                        |
| 1996 | The Rock                      | FA-18 Pilot            |                        |
| 1997 | G.I. Jane                     | "Slov" Slovnik         |                        |
| 1998 | The Thin Red Line             | Private Witt           |                        |
| 1999 | Ride with the Devil           | Black John             |                        |
| 2000 | Frequency                     | John Sullivan          |                        |
| 2000 | Pay It Forward                | Jerry                  |                        |
| 2001 | Angel Eyes                    | Steven "Catch" Lambert |                        |
| 2001 | Madison                       | Jim McCormick          |                        |
| 2002 | The Count of Monte Cristo     | Edmond Dantès          |                        |
| 2002 | High Crimes                   | Tom Kubik              |                        |
| 2003 | I Am David                    | Johannes               | Premi CAMIE            |
| 2004 | The Passion of the Christ     | Jesus Christ           | Premi MovieGuide Grace |
| 2004 | The Final Cut                 | Fletcher               |                        |
| 2004 | Bobby Jones: Stroke of Genius | Bobby Jones            |                        |
| 2004 | Highwaymen                    | James "Rennie" Cray    |                        |
| 2006 | Unknown                       | Jean Jacket            |                        |
| 2006 | Déjà Vu                       | Carroll Oerstadt       |                        |
| 2008 | Outlander                     | Kainan                 |                        |
| 2008 | Long Weekend                  | Peter                  |                        |
| 2008 | The Stoning of Soraya M.      | Freidoune Sahebjam     |                        |
| 2011 | Transit                       | Nate                   |                        |
| 2013 | Escape Plan                   | Willard Hobbes         |                        |
| 2013 | Savannah                      | Ward Allen             |                        |
| 2014 | When the Game Stands Tall     | Bob Ladouceur          |                        |
| 2017 | The Ballad of Lefty Brown     | Jimmy Bierce           |                        |
| 2018 | Paul, Apostle of Christ       | St. Luke               |                        |
| 2018 | Running for Grace             | Doctor Reyes           |                        |
| 2018 | Onyx, Kings of the Grail      | Narrator               |                        |
| 2020 | Infidel                       | Doug Rawlings          |                        |
| 2023 | Sweetwater                    | Sports Writer          | [ 88 ]                 |
| 2023 | Sound of Freedom              | Tim Ballard            |                        |
| 2025 | Zero A. D.                    | Herod the Great        |                        |

### Televisió
| Any       | Títol                        | Rol            | Notes |
| --------- | ---------------------------- | -------------- | --- |
| 1992      | Els anys meravellosos        | Bobby Riddle   | Episodi: "Heroi"                                                                                             |
| 1995      | Assassinat, va escriure ella | Darryl Harding | Episodi "Pel·lícula Flam"                                                                                    |
| 1995      | Fills de la pols             | Dexter         | Minisèrie |
| 2009      | El presoner                  | Miquel / Sis   | Minisèrie |
| 2011–2016 | Persona d'interès            | Joan Reese     | 103 episodis Nominat – Premi People's Choice a l'actor de sèrie dramàtica de televisió preferit (2014, 2015) |

### Documental
| Any  | Títol                                                           | Rol      | Notes |
| ---- | --------------------------------------------------------------- | -------- | ----- |
| 2015 | Guadalupe: El miracle i el missatge                             | Narrador |       |
| 2016 | Alliberant un continent: Joan Pau II i la caiguda del comunisme | Narrador |       |
| 2016 | La cara de la misericòrdia                                      | Narrador |       |
| 2018 | Joan Pau II a Irlanda: una súplica per la pau                   | Narrador |       |